# Cupramontana
Cupramontana (latin: Cupra Montana) en ort och kommun i provinsen Ancona i regionen Marche i Italien. Kommunen hade 4 578 invånare (2018). Orten har nu återtagit en form av sitt forna namn men hette under en period Massaccio.
Det finns lämningar kvar av den antika picensk staden och municipium Cupra Montana, bland annat bad och akvedukter.